# Lum Invader
Lum Invader (ラム•インベーダー Ramu Inbēdā?) es un personaje de ficción y la protagonista femenina del manga y anime de Rumiko Takahashi, Urusei Yatsura. Ella es a menudo considerada como la principal protagonista de la serie debido a su estatus de ícono. Sin embargo, Takahashi ha afirmado que Ataru Moroboshi es el personaje principal. Ella se llama Lamu en el doblaje al idioma inglés Animax de la serie, y en el doblaje de anime italiano. Su nombre proviene de la popular modelo de traje de baño de 1980 Agnes Lum, así como Rumiko Takahashi apoda de "Rum" o "Lum" (por el intercambiable sonido de las R's y L's en japonés).
Lum es considerada una novia mágica, aunque muy diferente de otras, como Belldandy de Oh! My Goddess y Ai de Video Girl Ai. Si bien las dos últimas son abiertamente consideradas las mujeres "ideales" por los protagonistas de sus respectivas series, Ataru rara vez indica públicamente que Lum es otra cosa que lo contrario de lo ideal.
Lum sirvió de inspiración para el personaje de Zero Two de Darling in the Franxx, debido a que su creador Atsushi Nishigori es un gran admirador de la obra de Rumiko Takahashi.

## Historia
Lum proviene de la realeza y es la hija del oni extraterrestre Invader y es capaz de volar y generar masivas descargas eléctricas. Generalmente lleva un calzoncillo de bikini y botas altas combinado con gabardina elegante que ponen de relieve su figura curvilínea, y tiene dos pequeños cuernos en la cabeza que, cuando se rocían con una solución especial, pueden tomar la forma de pasadores. Cuando se remueven estos cuernos (o cuando especialmente cintas amarillas bendecidas son atadas a su alrededor), sus habilidades de vuelo y electricidad desaparecen y se convierte en una niña normal.
Ella creció en su planeta natal Oniboshi como una niña precoz y asistió a la escuela primaria con Benten de los rivales de los Oni, los Dioses de la Fortuna, Oyuki, la princesa de hielo, y Ran. Allí, las cuatro desarrollaron una reputación de causar grandes cantidades de problemas. Ran a menudo terminaba involucrada en sus travesuras y luego tomaba toda la culpa, mientras que Lum salía ilesa, que más tarde dio lugar a que buscara venganza. En la escuela secundaria, la reputación de Lum, Benten, y Oyuki creció cada vez más hasta convertirlas en una viciosa pandilla sukeban. Lum más tarde se comprometió con un Oni apuesto llamado Rei, pero lo rechazó debido a su superficialidad. Cuando ella tenía diecisiete años, la Oni intentó invadir el planeta Tierra, un acontecimiento que cambiaría su vida para siempre.
Ese día, Lum conoció a Ataru Moroboshi. Había sido seleccionado al azar por una computadora para enfrentarla en un juego de persecución con el destino de la Tierra en la línea. Ataru había prometido casarse con su novia de aquel entonces Shinobu si podía ganar, lo que lo impulsó al éxito, pero al capturar a Lum, declaró: "¡Ahora puedo casarme!". Lum mal interpretó esto como una propuesta para ella y la aceptó. Debido a que los compromisos son sagrados en su planeta, está decidida a casarse con Ataru por el resto de su vida. Desde entonces, se ha metido en su vida como una "esposa cariñosa", muy a su pesar, ya que se compromete su capacidad para coquetear. La relación entre Lum y Ataru se ha llamado "una parodia con humor exagerado de unos comunes marido y mujer japoneses dinámicos".

## Personalidad
Debido a su aspecto magnífico, Lum se ha vuelto extremadamente popular entre los chicos de la Preparatoria Tomobiki. A pesar de esto, rechaza la totalidad de sus propuestas amorosas ya que se dedica a Ataru. La mayoría de las veces, ella es muy relajada, disfrutando de las peculiaridades y ventajas de la vida en la Tierra. Pero, se apresura a la cólera y responde con potentes descargas eléctricas a todo lo que le enfureció, por lo general Ataru o cualquier persona que ataque o insulte de su "Cariño". Una vez que la amenaza pasa, Lum vuelve a su actitud dinámica habitual.
Lum es muy inteligente, pero muy ingenua acerca de la vida en la Tierra, con una visión del mundo comparable a la de un niño del jardín de niños. Ella no entiende por qué los otros chicos en la escuela piensan que Ataru no es lo suficientemente bueno para ella, pero ella se preocupa por su bienestar. Se ha adaptado con éxito por sí misma a la vida en la Tierra gracias a su tecnología. Ella todavía lucha para evitar que su primo más joven de diez años cause estragos gracias a su propia ingenuidad acerca de la conducta humana, sin embargo. En su mayor parte, sin embargo, la gente que la mira por primera vez le ven como una colegiala muy atractiva.
Lum es versada en el uso de la tecnología, y cuenta con una gran variedad de aparatos avanzados de su sociedad con ella, con tecnología extraña escondida en la parte superior de su bikini. Pero mientras que sus intenciones en la operación de estos grupos suelen ser nobles, como la copia de un bloc de notas para ayudar a Ataru a estudiar para un examen, los resultados rara vez son lo que Lum se propone. Esto puede ser en parte porque es ingenua respecto a las costumbres de la Tierra, por lo que a menudo no entiende lo que dice la gente. El mejor ejemplo de esto es su mala interpretación inocente del grito de la victoria de Ataru después de haberla vencido en su juego de persecución. Ella creyó que se trataba de un matrimonio instantáneo en lugar de una propuesta, o incluso el grito de celebración que realmente fue.
Ella toma salsa tabasco, como si se tratara de jugo y la comida que cocina es violentamente picante. Esto no le impide tratar de preparar viandas comestibles, y ella disfruta de la preparación de alimentos para Ataru, que la enoja al negarse a consumirlos. Comer umeboshi hace que ella se emborrache y no le gusta el ajo. Pese a que los esfuerzos de todo el mundo, sabe mostrarse lo contrario, su amor por Ataru se mantiene sin cambios debido a que siempre ha demostrado que realmente se preocupa por su bienestar, a pesar de su fachada de idiota. Estos eventos aislados han convencido a Lum de que Ataru es de hecho el hombre adecuado para ella.

## Relación con Ataru
Lum se ha enamorado perdidamente de Ataru, y se refiere a él solo como "Cariño" (ダーリン?). Como ella lo considera su marido, ella lo electrocuta violentamente cada vez que mira o coquetea con otra chica (o si la insulta o hace algo para hacerla infeliz), pero siempre lo perdona, al final (ya que ella lo electrocuta cada vez menos como la serie avanza). Aunque Lum sabe que Ataru se preocupa profundamente por ella en el interior, desea que lo demuestre más a menudo. Muchos de los artilugios que guarda en su OVNI y su bikini están diseñados para cumplir este fin, haciéndolo más fiel a ella.
En el comienzo de la serie, constantemente abraza y besa a Ataru aún si él quiere o no, a menudo irritando a la aún preocupada Shinobu y el resto de la clase. Pero al final, Lum se ha calmado considerablemente y solo se aferra a su brazo cada vez que caminan juntos en algún lugar. Ella está por lo general junto con Ataru y hace casi todo con él, ya sea comer, ir a y salir de la escuela, o ir a un festival. Incluso se matricula a sí misma en la Preparatoria Tomobiki para pasar más tiempo con él, que inicialmente causó que su Cariño casi se desmayara de la impresión. Debido a esto, Lum ha llegado a considerar y tratar a su habitación como su casa, aunque Ataru insiste en que duerma en el armario. La razón de Takahashi para esto es que ella cree que dos estudiantes de preparatoria no se deben dormir juntos. Lum trató de hacer que Ataru a durmiera con ella en los primeros capítulos del manga y episodios de anime (y también se extendió un rumor de que ella y Ataru durmieron juntos y que ella estaba embarazada de su hijo, que fue diseñado para hacer que Shinobu se enojara con Ataru), pero Ataru se negó rotundamente. En un episodio, comparte la cama con Ataru, pero solo después de ponerle un traje de aislamiento voluminoso para protegerlo de las descargas eléctricas accidentales mientras duerme.
Lum es considerada la encarnación de las mujeres japonesas modernas que hacen frente a la lucha: cómo ser independiente y aún cumplir con el papel tradicional de una esposa y madre amorosa. Aunque ella posee una mente muy independiente, ella aún apoya y ama a Ataru no importa lo que suceda durante toda la serie.

## Forma de Habla
Lum se refiere a sí misma en primera persona como "uchi" (うち?) y es famosa por usualmente terminar sus frases con "~daccha" (～だっちゃ?) o simplemente con "~ccha" (～っちゃ?). Cuando se utiliza por sí mismo, "daccha" significa "Sí". Este tipo de forma de habla es más sacarino, una "linda" forma de habla. Un patrón similar aparece en el discurso de trabajo del debut de Takahashi Katte na Yatsura, donde el dappyamen añade "dappya" (だっぴゃ?) al final de todas sus oraciones.
Tiene similitudes con Starfire y Lilandra ambas son alienígenas enamoradas de un humano y no conoce las costumbres de la tierra. También con Lala de to love-Ru.